# La Lista del Pueblo
La Lista del Pueblo (LdP) fue un movimiento político chileno populista  que se ubicaba entre la izquierda y la extrema izquierda del espectro político, conformado por independientes de cara a las elecciones de convencionales constituyentes de 2021. Su coordinación nacional estuvo compuesta por Rafael Montecinos Ferrada, Mauricio Menéndez y Leonardo Ponce, y como parte de su comité ejecutivo se encontraba Daniel Trujillo.
A pesar de su éxito en las elecciones de convencionales constituyentes, una serie de escándalos hizo que sus miembros abandonaran el movimiento siendo disuelto formalmente en 2022. En la Convención Constitucional casi todos sus antiguos miembros continuaron colaborando como parte de los colectivos "Pueblo Constituyente" y "Coordinadora Constituyente Plurinacional y Popular".

## Historia
Los orígenes de la Lista del Pueblo se remontan a la aparición del «Klan Kiltro», organización surgida durante las protestas del estallido social de octubre de 2019 y que tuvo entre sus fundadores al periodista Rafael Montecinos, el documentalista Mauricio Menéndez y la enfermera Evelyn Godoy. Producto de la aprobación del «Acuerdo por la Paz Social y la Nueva Constitución», el cual ellos rechazan, paradójicamente decidieron armar una plataforma digital para realizar campaña por la opción «Apruebo» en el plebiscito de 2020.
A medida que en la mencionada plataforma digital se fueron sumando más candidaturas independientes para la Convención Constitucional, se decidió armar una lista unificada a nivel nacional, la cual fue lanzada oficialmente el 13 de noviembre en 2020 en la Plaza Baquedano —denominada por los manifestantes como «Plaza de la Dignidad»—. La lista presentaba inicialmente 55 candidaturas —2 en la zona norte y 53 en la zona centro del país—, y tenían como eje principal la construcción de «un Estado Constitucional Ambiental, Igualitario y Participativo».
La declaración de principios de La Lista del Pueblo defendía la creación de «un Estado ambiental, igualitario y participativo; el fin al sistema de AFP, rechazo al TPP-11 y el “fin a la explotación del medioambiente». Además, los candidatos debían declarar no haber estado involucrados en fraudes, violencia de género, maltrato y abuso sexual, pese a que estas declaraciones no se hacían ante ninguna institución.
En las elecciones de convencionales constituyentes obtuvieron más de 800 000 votos a nivel nacional y lograron más de 20 escaños, superando a la «Lista del Apruebo» (conformada por partidos de la ex Nueva Mayoría y otras agrupaciones de centroizquierda). Su éxito electoral fue  comparado al obtenido por Podemos en las elecciones generales de España de 2015 si bien la estrategia de no constituir un partido político formal indica una diferencia clave con este caso.
El 26 de julio de 2021, la convencional electa por el distrito 20, Loreto Vidal, renunció a la colectividad debido a choques en la postura que tuvo La Lista del Pueblo en las primeras votaciones de la Convención, llamando a que la agrupación “quizás debería cambiarse el nombre, lo podrían pensar, porque representan a un pueblo, no a todo el pueblo“ en virtud de las censuras internas y sectarismo en su orgánica. Semanas antes se había concretado la salida de la convencional Elisa Giustinianovich, elegida por el distrito 28, debido a que no veía legítimo que el colectivo se centrara en candidaturas parlamentarias. Con esto su representación en la Convención se redujo a 25 constituyentes, quedando detrás de Vamos por Chile y Apruebo Dignidad y con la misma cantidad de representantes que la Lista del Apruebo.

### Candidaturas a las elecciones generales de 2021
La Lista del Pueblo barajó la posibilidad de levantar un candidato para las elecciones presidenciales que se celebraron en noviembre de ese año. Dentro de estas opciones se incluyeron el llamado de Jorge Sharp, alcalde de Valparaíso de levantar una candidatura "independiente". Sin embargo, desde el sector descartaron levantar a Jorge Sharp como candidato. Por otro lado, La Lista del Pueblo ha tomado distancia de la coalición de izquierda, Apruebo Dignidad, y descartaron apoyar la candidatura del ganador de las primarias, Gabriel Boric pese al llamado que había hecho el actual diputado de aglutinar todas las fuerzas de izquierda en torno a una única candidatura.
La organización también confirmó su intención de competir en las elecciones parlamentarias y de consejeros regionales, respaldando a candidaturas independientes que se encuentren recolectando patrocinos ante el Servicio Electoral (Servel). Para ello establecieron un sistema de selección con una serie de requisitos para los postulantes interesados.
A través de una votación interna donde participaron 76 personas, con 43 votos a favor resultó nominado como candidato presidencial el exsindicalista Cristián Cuevas, luego de que en esa misma cita el grupo insistiera en que su candidato debía ser una mujer, independiente, sin pasado partidista y de pueblos originarios, siendo Cuevas exmilitante del Partido Socialista, Partido Comunista y de Convergencia Social. Anteriormente el movimiento había contactado con Julio César Rodríguez, animador de televisión; Soledad Mella, recicladora y excandidata constituyente; Anita Tijoux, cantante; y al historiador Gabriel Salazar para asumir una eventual carrera presidencial, propuesta que todos rechazaron, dejando así a Cuevas como el único candidato en la mesa. El 10 de agosto la candidatura de Cuevas fue depuesta por la propia Lista del Pueblo luego que se anunciara una consulta ciudadana para definir un nuevo candidato, la cual se hará en "primarias a través de patrocinios legales". Cuevas declaró que seguirá su candidatura. En dicha consulta se barajan los nombres de Ingrid Conejeros, excandidata constituyente mapuche; Diego Ancalao, mapuche; y Cristián Cuevas, "en caso de que él quiera".
Finalmente, a través de Instagram La Lista del Pueblo anunció oficialmente como precandidatos presidenciales del movimiento a Soledad Mella —quien está acusada de boletas a familiares—, Diego Ancalao e Ingrid Conejeros, quienes se enfrentarán en una consulta ciudadana realizada por la LdP. De esta forma se dejó el apoyo inicial a la candidatura de Cristián Cuevas, quien dijo que proseguiría su candidatura sin ayuda del movimiento.
El 13 de agosto, la convencional constituyente Camila Zárate anunció su renuncia a La Lista del Pueblo, siendo así la tercera baja que sufre el movimiento en su bancada de constituyentes. Zárate apuntó como motivo la crisis que atraviesa la organización, demostrado en sus definiciones electorales y acusaciones de mal uso de fondos. Posteriormente en la misma jornada Helmuth Martínez también anunció su retiro de La Lista del Pueblo acusando “hostigamiento, malas prácticas y falta de probidad de algunos dirigentes”. El mismo día, la convencional constituyente Giovanna Grandón, más conocida como Tía Pikachu, anunció que se desligaría por un tiempo de La Lista del Pueblo para enfocarse de lleno en el cargo que ostenta; más tarde Claudia Pérez, asesora de Grandón y exintegrante del comité ejecutivo de la agrupación, decidió dejar el movimiento político, acusando "hostigamiento, continuas fricciones, malas prácticas, actitudes matonescas y la evidente falta de probidad de algunos dirigentes". Pese a estas bajas, Rafael Montecinos, vocero del movimiento, afirmó que no existe un quiebre al interior de la organización. El mismo día Natalia Henríquez anunció que había dejado de participar en la agrupación, mientras que al día siguiente el convencional constituyente Francisco Caamaño anunció que también abandonaba La Lista del Pueblo. El 16 de agosto los convencionales constituyentes Loreto Vallejos y Daniel Bravo anunciaron su renuncia a La Lista del Pueblo por razones similares a las renuncias anteriores, mientras que el 18 del mismo mes María Rivera también anunció que abandonaba la colectividad.
Tras una semana de recolección de patrocinios en el sitio del Servel donde participaron 3572 personas, La Lista del Pueblo proclamó el 20 de agosto a Diego Ancalao como su candidato presidencial oficial, superando a Soledad Mella e Ingrid Conejeros. Sin embargo, al día siguiente la cuenta de Twitter de La Lista del Pueblo fue hackeado por un sector del colectivo llamado “Por un Nuevo Chile”, publicando un comunicado calificando como una "vergüenza" y “lamentable espectáculo” la nominación de Ancalao y que "el verdadero candidato del pueblo es Cristián Cuevas", describiendo a Ancalao como "una candidatura débil, que no tiene trayectoria, no tiene origen popular y que no representa las demandas emanadas del estallido social ni las de autodeterminación de la nación mapuche".

### Crisis y rechazo de candidatura presidencial
El 23 de agosto, el último día de las inscripciones de las candidaturas ante el Servel, la candidata a senadora Fabiola Campillai anunció que cortaría relaciones con La Lista del Pueblo luego de conversarlo junto a su familia y amigos para ser candidata "100% independiente", argumentando que su "compromiso va más allá de un único movimiento social". Además anunció que apoyaría a Cristián Cuevas en su precandidatura presidencial, restando su apoyo a Ancalao. Ante esta noticia, el vocero de la lista Rafael Montecinos dijo que "le metieron cosas en la cabeza", catalogándola de traidora y de tener "ansias de poder", responsabilizando al Partido Igualdad, Humanista y a Cuevas de la renuncia de Campillai, argumentando una supuesta "conspiración", dichos que generaron críticas a la lista y a Montecinos en redes sociales acusando al vocero de machista y misógino.
El mismo día, cerca de la medianoche, Diego Ancalao inscribió su candidatura presidencial en el Servel luego de alcanzar el número mínimo de firmas necesarias a último minuto. Sin embargo, el 26 de agosto el Servel rechazó su candidatura debido a que 23 135 patrocinios aparecían suscritos ante el notario Patricio Zaldívar, quien cesó sus funciones como tal en 2018 y falleció en febrero de 2021. Producto de ello, Servel procedió a denunciar a Ancalao ante el Ministerio Público por posibles delitos a la ley electoral y el Código Penal.
Días después, el centro de estudios Poder Electoral Constituyente, entidad que brindaba asesoría jurídica en el ámbito constitucional al colectivo, think tank presidido por Eric Palma, abogado y académico en la facultad de Derecho de la Universidad de Chile, anunció que cesará su colaboración con la lista. El 28 de agosto la convencional por el colectivo Ingrid Villena anunció su renuncia a la lista debido al caso Ancalao, siendo así la baja número 10 del movimiento en la Convención Constitucional. Posteriormente se anunció también que Francisco Salinas y Lissette Vergara se desvincularon del colectivo.
El 1 de septiembre de 2021 un grupo de 17 convencionales constituyentes que habían sido electos en cupos de la LdP conformaron un grupo denominado «Pueblo Constituyente», siendo sus integrantes Marco Arellano, Francisca Arauna, Francisco Caamaño, Ivanna Olivares, Lissete Vergara, Ingrid Villena, Dayyana González, Camila Zárate, Natalia Henríquez, César Uribe, Elsa Labraña, Manuel Woldarsky, Daniel Bravo, Loreto Vallejos, Fernando Salinas, Tania Madriaga y Rodrigo Rojas. Sumado a ellos se anunció la renuncia de Alejandra Pérez a La Lista del Pueblo, con lo que solamente quedan Cristóbal Andrade y Giovanna Grandón como integrantes del grupo inicial. El mismo día la Asamblea Constituyente Atacama (ACA), que posee una representante (Constanza San Juan), aclaró que si bien recibieron el apoyo de la LdP en la elección de convencionales constituyentes, ellos no han participado de las decisiones ejecutivas de La Lista del Pueblo. De la misma forma, días antes, el vocero y coordinador del movimiento Rafael Ferrada Montecinos anunció a través de redes sociales que abandonará la Lista en medio de múltiples críticas a su persona, realizando además cuestionamientos a los convencionales que han dejado la colectividad.
El 12 de abril de 2022 Cristóbal Andrade renunció a La Lista del Pueblo, siendo esté el último representante que quedaba de dicho grupo en la Convención Constitucional.
El colectivo dejó de ser activo posterior al término del trabajo en la Convención y post plebiscito de salida, en donde resultó ganadora la opción “Rechazo”, resultando así desechada la propuesta de nueva constitución.

## Candidaturas
La agrupación presentó listas de candidaturas independientes en 26 de los 28 distritos electorales, tanto bajo denominaciones propias como prestando apoyo a otras listas conformadas. Las denominaciones utilizadas por las listas de La Lista del Pueblo (o que contenían candidaturas de ella) variaban según cada distrito:
- «La Lista del Pueblo» (distritos 3, 7, 8, 10, 13, 17, 20)
- «Pueblo Unido Tarapacá» (distrito 2)[80]
- «Asamblea Constituyente Atacama» (distrito 4)[81]
- «Lista del Pueblo - Movimiento Territorial Constituyente» (distrito 5)[82]
- «Independientes Distrito 6 + La Lista del Pueblo» (distrito 6)
- «La Lista del Pueblo Distrito 9» (distrito 9)
- «Movimiento Social Constituyente / La Lista del Pueblo» (distrito 11)
- «La Lista del Pueblo Distrito 12» (distrito 12)
- «La Lista del Pueblo Distrito 14» (distrito 14)
- «La Lista del Pueblo 100% Independientes» (distrito 15)
- «La Lista del Pueblo Maule Sur» (distrito 18)
- «Fuerza Social de Ñuble, La Lista del Pueblo» (distrito 19)[83]
- «Movimiento Social La Lista del Pueblo» (distrito 22)
- «Elige La Lista del Pueblo» (distrito 23)
- «Lista del Pueblo-Ríos Independientes» (distrito 24)
- «Lista del Pueblo Transformando desde el Willi» (distrito 25)[84]
- «Insulares e Independientes» (distrito 26)[85]
- «A Pulso, por el Buen Vivir» (distrito 27)[86]
- «Coordinadora Social de Magallanes» (distrito 28)[87]

### Convencionales constituyentes electos
| Nombre | Denominación de lista                                   | Distrito |
| --- | ------------------------------------------------------- | -------- |
| Dayyana Gonzálezb | La Lista del Pueblo                                     | 3        |
| Constanza San Juanb | Asamblea Constituyente Atacama                          | 4        |
| Ivanna Olivaresb | Lista del Pueblo - Movimiento Territorial Constituyente | 5        |
| Daniel Bravoa | Lista del Pueblo - Movimiento Territorial Constituyente | 5        |
| Lisette Vergaraa | Independientes Distrito 6 + La Lista del Pueblo         | 6        |
| Cristóbal Andradec | Independientes Distrito 6 + La Lista del Pueblo         | 6        |
| Camila Záratea | La Lista del Pueblo                                     | 7        |
| Tania Madriagab | La Lista del Pueblo                                     | 7        |
| Marco Arellanob | La Lista del Pueblo                                     | 8        |
| María Riveraa | La Lista del Pueblo                                     | 8        |
| Alejandra Pérezb | La Lista del Pueblo                                     | 9        |
| Natalia Henríqueza | La Lista del Pueblo                                     | 9        |
| Manuel Woldarskyb | La Lista del Pueblo                                     | 10       |
| Giovanna Grandón | La Lista del Pueblo Distrito 12                         | 12       |
| Ingrid Villenaa | La Lista del Pueblo                                     | 13       |
| Rodrigo Rojas Vadeb | La Lista del Pueblo                                     | 13       |
| Francisco Caamañoa | La Lista del Pueblo                                     | 14       |
| Loreto Vallejosa | La Lista del Pueblo 100% Independientes                 | 15       |
| Elsa Labrañab | La Lista del Pueblo                                     | 17       |
| Francisca Araunaa | La Lista del Pueblo                                     | 18       |
| Fernando Salinasa | La Lista del Pueblo                                     | 18       |
| César Uribeb | Fuerza Social de Ñuble, La Lista del Pueblo             | 19       |
| Rossana Vidala | La Lista del Pueblo                                     | 20       |
| Helmuth Martíneza | Elige La Lista del Pueblo                               | 23       |
| Adriana Ampuerob | Insulares e Independientes                              | 26       |
| Elisa Giustinianovicha | Coordinadora Social de Magallanes                       | 28       |
| Total | Total                                                   | 26       |
| Fuente: Servicio Electoral. a Convencionales constituyentes que renunciaron a La Lista del Pueblo entre el 4 de julio y el 31 de agosto. b Convencionales constituyentes que renunciaron a La Lista del Pueblo el 1 de septiembre de 2021. c Convencional constituyente que renunció a La Lista del Pueblo el 12 de abril de 2022. |                                                         |          |

A los 26 convencionales electos por listas de La Lista del Pueblo se suma también Gloria Alvarado, quien se encontraba dentro de la lista «Corrientes Independientes» en el distrito 16, y a la cual La Lista del Pueblo apoyaba exclusivamente su candidatura y no las demás de dicha lista.

## Controversias

### Franja electoral
La franja electoral de La Lista del Pueblo correspondiente a las elecciones de convencionales constituyentes generó especial controversia en 4 ocasiones:
- La aparición de un segmento en donde una conversación ficticia entre dos personas (ambas encarnadas por el actor Alberto Herrera) celebran la supuesta muerte del entonces presidente de la República, Sebastián Piñera, al enterarse del resultado favorable a La Lista del Pueblo en las elecciones.[91][92] Ante este segmento de la franja, diputados oficialistas anunciaron que acudirían y denunciarán al movimiento ante el Consejo Nacional de Televisión (CNTV) y el Servicio Electoral de Chile (Servel).[93]
- Un segmento donde un niño en un campamento hace la higa, dirigida hacia los adherentes de la opción «Rechazo» en el plebiscito nacional de 2020.[94] Dicho espacio generó el rechazo de la Defensoría de la Niñez, que emitió un comunicado manifestando su desacuerdo con la emisión del segmento, llamando a “evitar exhibirles ejecutando acciones que les expongan indebidamente” y que “no se les instrumentalice ni utilice con fines adultos”.[95]
- Un video presentaba declaraciones de candidatos de La Lista del Pueblo mientras como sonido de fondo se oía un audio que correspondía a una denuncia de maltratos contra un menor de edad en un recinto del Servicio Nacional de Menores (Sename) en Providencia. La Defensoría de la Niñez calificó de «inaceptable» la utilización política de dicho audio,[96] y el Juzgado de Familia de San Bernardo prohibió la emisión de dicho contenido con fines propagandísticos; esta medida judicial motivó que el CNTV por primera vez en su historia tuviera que editar un video de propaganda política a fin de eliminar el contenido objetado.[97] Ante este hecho, la entonces candidata a convencional constituyente, Giovanna Grandón, dijo que "es obvio que es una broma lo de la franja electoral".[98]
- En los últimos capítulos de la franja electoral apareció un espacio destinado a exigir la inclusión de una «quinta papeleta», planteando una posible destitución del presidente de la República, Sebastián Piñera. La idea fue criticada por el Servicio Electoral de Chile al considerarla impracticable e ilegal.[99][100]

### Amenazas contra Gabriel Boric
El 30 de julio de 2021 el diputado y candidato a presidente por Apruebo Dignidad, Gabriel Boric, fue agredido y golpeado por un grupo de manifestantes y reos mientras visitaba el penal Santiago Uno para hablar y conocer a los presos en el contexto del estallido social. Ante esta situación, La Lista del Pueblo subió a su cuenta de Instagram un rayado color rojo en contra del diputado magallánico que decía «Sangre por Sangre watón Boric», publicación que posteriormente fue borrada. Dicha acción generó duras críticas de todos los sectores políticos contra el movimiento al incentivar la violencia política y el odio contra el candidato frenteamplista. La presidenta de Convergencia Social, Alondra Arellano, ante este hecho comentó: "No vamos a aceptar que la Lista del Pueblo promueva discursos de violencia y odio hacia nuestro candidato Gabriel Boric y la militancia frenteamplistas. En democracia las diferencias se debaten y esto solo contribuye a la desinformación y violencia en contra de quienes queremos cambios". Posteriormente, el vocero de La Lista del Pueblo, Rafael Montecinos, justificó, avaló y defendió las agresiones contra Boric, diciendo ante las cámaras que “fue una reacción totalmente justa” y que es “consecuencia de sus actos”. Ante estos dichos, Boric expresó a la prensa que "llegó un límite, no permitiré que se sigan repitiendo mentiras de que aprobamos leyes que reprimen la protesta social".

### Declaraciones de Fabiola Campillai
El 30 de julio de 2021, la entonces precandidata a senadora por La Lista del Pueblo, Fabiola Campillai, ante la decisión de la Corte de Apelaciones de San Miguel de revocar la prisión preventiva, decretando arresto domiciliario al excarabinero Patricio Maturana —quien lanzó una bomba lacrimógena que impactó la cabeza de Campillai, dejándola ciega de por vida—, llamó a manifestarse activamente "desde donde estemos, salgamos a las calles y destruyamos todo y quememos todo (...) pacos desgraciados". El gobierno entonces presidido por Sebastián Piñera, a través del ministro del Interior y Seguridad Pública Rodrigo Delgado, frente a los llamados de violencia dijeron que "uno puede empatizar con la situación y el dolor, sin embargo, en democracia deben haber frases y llamados responsables con el Estado de Derecho", asegurando, que las palabras de Campillai "no son propias de una democracia". También, el exprecandidato presidencial del Partido Comunista, Daniel Jadue, condenó las declaraciones de la precandidata al decir que "no comparto ningún llamado a violencia y nunca lo he hecho". Ante dicho revuelo, La Lista del Pueblo defendió a Campillai.

### Procedimiento de búsqueda de candidatos
La Lista del Pueblo confirmó su participación en las elecciones parlamentarias y de consejeros regionales, las que se realizarán en noviembre de 2021. Para encontrar a posibles candidatos el colectivo abrió un formulario abierto en donde cualquier persona podía participar, y el individuo que tuviese el mayor número de patrocinios será el candidato oficial de movimiento, este método fue llamado "primaria interna" por parte de la lista. La directiva obligó además a todo postulante a grabar un video jurando que en caso de perder la "primaria interna", no se postularía como independiente, y que en caso de que el postulante no respete el proceso de primaria, este se le haría "sancionar socialmente el incumplimiento de la palabra empeñada". Ante dicho procedimiento, el director del Servel, Alfredo Joignant, criticó el método empleado por LdP, diciendo que "lo que está haciendo La Lista del Pueblo es un casting, no muy distinto a lo que hizo el partido de Macron en 2017 en Francia: los efectos de la elitización y autonomía de los candidatos electos pueden ser feroces”; comparando a la lista con el proceso llevado a cabo el partido francés «La República en Marcha», lo que desencadenó controversia en el país europeo por la poca preparación de los candidatos ganadores. Finalmente Joignant agregó: "Me huelen mal estas modas de casting de trayectoria y estudio".

### Elección de Cristián Cuevas como candidato presidencial
El 5 de agosto de 2021, La Lista del Pueblo anunció la nominación de Cristián Cuevas como candidato presidencial representando al movimiento en las próximas elecciones de noviembre, lo que generó críticas transversales desde el mundo independiente, parte de la izquierda y la derecha, ya que la nominación de Cuevas se hizo tras una consulta interna de la Lista del Pueblo donde sólo participaron 73 militantes a puertas cerradas, sin transparencia en quienes eran los participantes de la reunión. En detalle, el activista fue ungido con 43 votos a favor, 30 abstenciones y 3 votos inválidos. Además, Cuevas era el único candidato en la elección de la Lista del Pueblo, siendo la otra alternativa la opción “abstención”. Pepe Auth comentó ante la situación “los ‘independientes’ de la Lista del Pueblo eligen en un comité de 73 dirigentes”, agregando que la LdP “viene con más estrategia de cúpula que participación democrática” ; Eduardo Artés, candidato de UPA criticó la gran cantidad de movimientos y partidos en los que ha estado Cuevas (al ser él exmilitante PS, PC, CS, y otros colectivos), y recordó que “desertó del Movimiento Sindical a cambio de un regalito de Bachelet”, acusándolo de desarmar “movimientos revolucionarios” durante su militancia en Nueva Democracia; en tanto, desde Chile Vamos, Diego Schalper, se sumó a las críticas contra Cristián Cuevas y dijo que sólo en la primaria oficialista votaron más de 1,3 millones de personas, mientras que en la “primaria” de la Lista del Pueblo, “votaron 73 personas”.
El hecho generó un quiebre dentro del Comité Central del movimiento, ya que la intención inicial de la LdP era realizar una consulta ciudadana para ratificar de forma participativa al candidato presidencial de la lista, opción que finalmente no sucedió. Sectores del colectivo acusaron que existió una operación político-partidista de personeros relacionados con colectividades y movimientos de Chile Digno, que habrían convencido a representantes de asambleas territoriales de instalar el nombre de Cuevas en una terna, a pesar de que una de las definiciones del movimiento era levantar a una mujer, parte de pueblos originarios, y sin pasado partidista. De ahí que dicho sector considere que el Partido Igualdad, Izquierda Libertaria, Partido Humanista y Victoria Popular —movimiento fundado por el propio Cuevas—, "quieren robarse La Lista del Pueblo" y crear un nuevo pacto llamado "Pacto La Lista del Pueblo". Otro sector de La Lista del Pueblo apunta que Cuevas "fue levantado a última hora", existiendo además ciertos reparos con su pasado político en partidos tradicionales y con gobiernos de la ex Concertación.

#### Retiro de apoyo a Cuevas
El martes 10 de agosto se conocieron 2 comunicados opuestos, ambos con el isotipo de la Lista del Pueblo. En el primer comunicado se acusaba un supuesto intento de derribar la candidatura de Cuevas, alegando que la cúpula del colectivo había desacreditado el nombramiento de Cuevas, saltándose los estatutos internos. Este comunicado fue catalogado como "falso" por parte de integrantes de la lista, quienes apuntaron a Leonardo Ponce y Ángel Spotorno como los responsables de la emisión del comunicado para defender e impulsar a Cuevas. Ante este comunicado, el convencional del colectivo Cristóbal Andrade dijo que "en la LdP había personas que querían imponer la candidatura de Cristián Cuevas, sin preguntarnos, pasar máquina y eso, muchas personas que estamos en la LdP, movimientos sociales que contempla la LdP, no lo permitieron". También se acusó a Ponce y Spotorno de robar información, datos, imágenes de La Lista del Pueblo, además de intentar un boicot hacia el movimiento.
En el segundo comunicado, el cual es el "oficial" según la directiva de la lista, se afirmaba que la lista no apoyaría a ningún candidato sin realizar antes una consulta ciudadana mediante una primaria a través de patrocinios legales. Ante este comunicado, sectores del movimiento acusaron "elitismo" por parte de la directiva debido a que la aprobación de la consulta ciudadana se hizo entre 20 personas de la directiva teniendo como fin "relativizar el apoyo mayoritario que Cristián había obtenido en las anteriores votaciones regulares y democráticas", criticando el "esfuerzo coordinado (...) para boicotear esta candidatura y de no respetar la decisión de la asamblea, ni de los organismos fiscalizadores internos", alegando finalmente un "ambiente tóxico liderado por uno de los integrantes de la cúpula, quien ha instalado un liderazgo de facto donde la asamblea dejó de ser escuchada y los procesos democráticos que tanto dice defender han sido impugnados".
Los hechos derivaron en la renuncia de cuatro de los ocho integrantes del Consejo General de la Lista del Pueblo y la expulsión de Ángel Spotorno y Leonardo Ponce, acusados de boicot a la lista, más tarde ellos inscribirían ante el Instituto de Propiedad Industrial el nombre «La Lista de Los Pueblos» con miras a la creación de un nuevo movimiento "disidente" y "autónomo" a La Lista del Pueblo.
Frente a todo este revuelo, Cuevas dijo que "lo que la Lista del Pueblo ha hecho conmigo no es aceptable (...) esto no es un juego de tronos".

### Emisión de boletas abultadas y pago a familiares de candidatos
El 11 de agosto de 2021, el medio de investigación Ciper, dio a conocer que detectó un total de 24 boletas y facturas emitidas por familiares de candidatos a convencionales constituyentes, específicamente en las regiones del Bíobío y Metropolitana de Santiago. Estas boletas eran de montos mucho más elevados que los del resto de las campañas que impulsó la colectividad en el resto del país. Entre estos candidatos se encuentra Soledad Mella, quien iba por el distrito 11 con ocho boletas por 15,4 millones de pesos a sus familiares, la cual desde el 12 de agosto es precandidata presidencial de la lista. Debido a la situación, la Comisión de Ética de la Lista del Pueblo decidió activar una investigación para revisar cada una de las rendiciones de gastos de todos los candidatos a la Convención Constitucional. La investigación arrojó sus primeros resultados, confirmando las situaciones detectadas en la Región del Biobío, decretando la expulsión de Miriam Parra, coordinadora de campaña de la LDP, y del excandidato Ricardo Mahnke.
La coordinadora de La Lista del Pueblo, Verónica Guzmán, ante las diversas críticas que generó esta situación salió a exculpar al colectivo, declarando que "la Lista es un movimiento, no un partido político. (...) Cada candidato es responsable por su propia rendición. Cada uno se encarga de su propio equipo, de ver a quién contratan y quien los ayuda". Ante dicho reportaje, el Servel anunció que procederá a hacer una investigación judicial.

### Elección de Diego Ancalao como candidato presidencial
Luego de un proceso de “primarias por patrocinios” para definir la carta presidencial de La Lista del Pueblo, el movimiento anunció como ganador a Diego Ancalao, venciendo a Soledad Mella e Ingrid Conejeros, en una definición donde participaron cerca de 3000 personas a nivel nacional. Este proceso fue criticado por la desigualdad de las candidatas y la ventaja que poseía Ancalao, al él estar buscando patrocinios desde inicios del 2021. Una facción de La Lista del Pueblo llamada “Por un Nuevo Chile” hackeó el Twitter del colectivo, llamando a patrocinar a Cristián Cuevas en vez de Ancalao; la facción emitió un comunicado tildando de “vergonzosa” y “lamentable espectáculo” la elección de Ancalao, acusándolo de “no estar vinculado a ninguna lucha social” y ser “ex militante de la Concertación”, criticándolo además por las investigaciones por fraude, estafa y falsificación de firma en su contra. Finalmente el comunicado anunciaba que “tenemos la convicción de que se debe recuperar el espíritu fundacional de la Lista del Pueblo que se ha traicionado con la nominación Diego Ancalao”.
Ante esta situación, el vocero Rafael Montecinos detalló que los implicados en el hackeó a la cuenta “nunca han estado en una movilización, nos robaron el Twitter, que filtraron información falsa e intentaron imponer a Cristian Cuevas”. Frente a los dichos de Montecinos, Claudia Pérez, una de las fundadoras de la facción “Por un Nuevo Chile”,  respondió diciendo que “las acusaciones que haces son muy graves y además son falsas. Sabes que eso es un delito, ¿cierto? Mi abogado se pondrá en contacto contigo”. Ante esta mención, Montecinos acusó que supuestamente desde Miami, Estados Unidos, habría un complot en contra de La Lista del Pueblo.

#### Rechazo de la candidatura presidencial y Caso Ancalao
El 23 de agosto, último día hábil para presentar candidaturas presidenciales en el Servel, Ancalao logró recolectar las firmas mínimas necesarias a último minuto, inscribiéndose de esta forma en la contienda presidencial cerca de la medianoche. Dos días después, a través de un comunicado, el presidente del consejo directivo del Servel, Andrés Tagle, anunció que el organismo rechazó la candidatura de Ancalao debido a que 23 135 patrocinios aparecían suscritos ante el notario Patricio Zaldívar, quien cesó sus funciones notariales y su notaría como tal en 2018, y falleció en febrero de 2021. Producto de aquello, el Servel procedió a denunciar a Ancalao ante el Ministerio Público por eventuales delitos electorales, penales y falsificación de instrumento público.
Conocida esta situación, la facción interna de la LDP «Por un Nuevo Chile», compuesta por exintegrantes y expulsados de la lista, quienes tienen el control del Twitter oficial del movimiento, anunciaron que "esta situación se veía venir", alegando que "fuimos expulsados por tratar de evitar lo que hoy acontece: La Lista del Pueblo ha tocado fondo en un proceso de completa degradación y destrucción de su ser". Además acusaron que Ancalao "no cumplía con los estándares éticos mínimos", en virtud de denuncias por estafa y falsificación de firma años atrás. Finalmente agregaron que "lo que hizo un sector de la Lista del Pueblo con la elección de la candidatura presidencial, no sólo fue vergonzoso, sino que también es la demostración final de una articulación que ha intentado llevar a la Lista del Pueblo a una posición irrelevante".
A su vez, La Lista del Pueblo se exculpó declarando que estos hechos eran totalmente desconocidos por ellos, anunciando además una querella criminal "si es necesario" en contra de Diego Ancalao, su equipo y los encargados territoriales del movimiento por masiva falsificación de instrumento público.
Mientras que Ancalao declaró que "este es un error que cometí yo por no supervisar el trabajo territorial. Yo estaba a cargo de la recolección de firmas online, de la campaña más mediática, para poder lograr los patrocinios", reconociendo además que "es el fin de mi carrera política, y la de muchos más".
El excandidato presidencial de la LDP, Cristián Cuevas, ante la fallida candidatura de Ancalao declaró que no le sorprendía "porque había una conducta anterior de Ancalao en el Partido Izquierda Ciudadana —donde Ancalao fue presidente— y había otros líos judiciales por temas de vivienda. Y sobre todo porque ninguna organización propiamente en el Wallmapu ha expresado apoyo a Ancalao", acusando además prácticas autoritarias y poca transparencia por parte de la cúpula de la LDP.
Esta controversia escaló hasta el Congreso, donde el diputado Evópoli Sebastián Álvarez pidió al Servel que entreguen los listados de patrocinios suscritos ante notaría de los convencionales constituyentes electos de La Lista del Pueblo, ante otra eventual falsificación de instrumento público y firmas por parte del colectivo. Al día siguiente, el Servel anunció que revisará todos los patrocinios presentados por los convencionales constituyentes independientes, luego del episodio ocurrido por el caso Ancalao.
Posteriormente, Ancalao acusó supuesta persecución política, argumentando que “la declaración pública de Andrés Tagle es arbitraria e ilegal y su único objetivo fue el de afectar políticamente la candidatura de un hermano mapuche y la de enlodar la imagen de la Lista del Pueblo. Este señor no merece ser el presidente del Servicio Electoral”, anunciado un recurso de protección contra el presidente del Servel y los “infiltrados” de su comando, petitorio que fue rechazado en tribunales. Momentos después, increpó y culpó al presidente del Servel de la situación diciendo que "gente vinculada al partido del presidente del Servel" habría supuestamente boicoteado sus firmas, en virtud de que en los 90', Andrés Tagle era militante de la Unión Demócrata Independiente. Ante dichos comentarios, Tagle señaló que “para nosotros es un capítulo cerrado, y no tiene nada que ver aquí un recurso de protección. Un recurso de protección no va a recuperar su candidatura”, agregando además que “el Servel llegó hasta ahí y el resto le corresponde a la justicia. Nosotros llegamos hasta que no existe la notaria, por lo que los patrocinios eran nulos, por lo tanto, el candidato no llegaba a la cifra de válidos de 33.369 y por eso se rechazó su candidatura. Punto”.
La precandidata de La Lista del Pueblo, Soledad Mella, quien además está siendo investigada por emisión de boletas abultadas, declaró que "Ancalao llegó con 23 mil patrocinios ya armados desde la notaria, nunca supimos que la notaría no existía o que el notario estaba muerto, nos enteramos a través de Servel", además de hacer una crítica a la LDP acusándolos de entrar en un juego de ego y ambición, señalando de igual forma que habría un supuesto complot contra el movimiento por parte de "los poderes fácticos".

### Acusaciones de ser un partido políticode facto
Se han realizado distintas acusaciones de que la lista es un partido político. El director ejecutivo de «Chile Transparente», Alberto Precht, pidió y emplazó al presidente del Servicio Electoral que investigara y denunciara ante el Juzgado de Policía Local a La Lista del Pueblo para que "se investigue si efectivamente la LDP es un partido político encubierto, o es un grupo de independientes, un movimiento más", argumentando que "tiene una marca inscrita, por ejemplo, hay una cierta formalidad, no es un grupo de personas que se junta un fin de semana a hablar del futuro del país. Hay una orgánica, hay un Comité de Ética, etc. (...) no tienen ningún tipo de obligación y dicen ser independientes, pero cuando uno ve sus prácticas son las de un partido político".
De igual forma, el senador PS José Miguel Insulza declaró anteriormente que "La Lista del Pueblo es un partido político de facto (...) no se quiere inscribir y al mismo tiempo disfrutar de los beneficios de la independencia. No estoy de acuerdo en lo absoluto."

## Resultados electorales

### Elecciones de convencionales constituyentes
| Elección | Votos   | % de votos       | Escaños |
| -------- | ------- | ---------------- | ------- |
| 2021     | 926 602 | \| \| 16,27 % \| | 27/155  |
|          | 16,27 % |                  |         |